# Хелидона
Хелидона (на гръцки: Χελιδώνα) е планина в Евритания, Централна Гърция. В превод на български името ѝ значи „лястовица“.
Заедно с Каликуда и Велухи образува гръбнака на планините на Евритания. Намира се южно от Велухи и източно от Каликуда.